# Stenodyneriellus plurinotatus
Stenodyneriellus plurinotatus är en stekelart som beskrevs av Giordani Soika 1995. Stenodyneriellus plurinotatus ingår i släktet Stenodyneriellus och familjen Eumenidae. Inga underarter finns listade i Catalogue of Life.